# آزادی ادیان

آزادی پرستش اثر نورمن راکول

آزادی ادیان حق ذاتی هر فرد است که در اعلامیه جهانی حقوق بشر گرامی داشته شده است. آزادی ادیان عبارت است از آزادی یک فرد یا گروه برای ابراز کردن، عمل، رعایت و پرستش دین و باورهای خود در خلوت یا در سطح اجتماع. همچنین این آزادی شامل قدرت تغییر دین خود یا اختیار داشتن در پیروی نکردن هیچ آیینی نیز هست. آزادی ادیان توسط بسیاری از دولت‌ها و افراد به عنوان یکی از حقوق بشر بنیادی شناخته می‌شود.
بسیاری از محققان، هند را به عنوان بهترین نمونه کنونی آزادی ادیان معرفی می‌کنند. آزادی انجام اعمال دینی، ترویج و سخنرانی همهٔ مذاهب از حقوق اساسی نوشته شده در قانون اساسی هند می‌باشد.
بند ۱۸ میثاق بین‌المللی حقوق مدنی و سیاسی بر این نکته تأکید می‌کند که سلب‌کردن حق انسان‌ها برای انجام اعمال دینی خود، بی‌عدالتی محسوب می‌شود.

## روز جهانی آزادی مذهبی

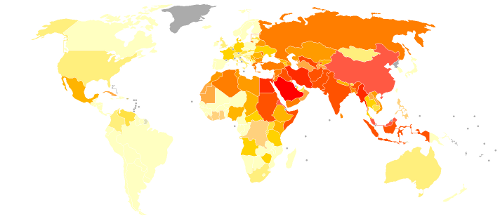
نقشه آزادی ادیان در جهان

۲۷ اکتبر، روز جهانی آزادی مذهبی، به خاطر اعدام گروهی از کوئیکرها بوستون است، گروهی از کوئیکرها توسط پیوریتن‌ها در بوستون مشترک تحت امر مجلس نمایندگان خلیج ماساچوست بین ۱۶۵۹–۱۶۶۱ بخاطر اعتقادات مذهبی اعدام شدند. ایالات متحده آمریکا روز ۱۶ ژانویه آزادی مذهبی اعلام کرد.

## دین رسمی
اغلب کشورها در جهان سکولار هستند و برخی از کشورها در جهان، دین رسمی دارند و حاکمیت دینی هستند. در بیشتر مواقع در کشورهایی که دینی رسمی را پذیرفته‌اند، اهمیت چندانی به دیگر ادیان و پیروان آن دیده نشده و حتی روش‌هایی با خشونت برای علیه آن دین یا اصلاح آن صورت گرفته است.

## کشورها

### در ایران
کسانی که از دین اسلام، روی‌گردان شوند، حکمشان اعدام است.
در ایران، علاوه بر دین اسلام، ادیان مسیحیت، یهودیت و زرتشتی به رسمیت شناخته شده‌اند؛ ولی پیروان کیش‌های دیگر، از جمله، سیک‌ها، شیطان‌پرستان، رائلیان... و نیز همهٔ مسلمانانی که به کیش دیگری بگرَوند (نوکیشان)، به‌مانند دین‌ناباوران و بهائیان و بابیان (بیانی‌ها) و یارسانی‌ها، فاقد هرگونه حقوق شهروندی، قانونی و بشری هستند و به‌شدت سرکوب می‌شوند.

#### نقض آزادی‌های دینی
- پیروان ادیان مختلف در ایران در معرض محدودیت‌های مختلف هستند، ایران بیش از ۱۰۰ مسیحی را در عرض یک هفته دستگیر کرده است و گروه فعالان مسیحی درب‌های باز (Christian advocacy group Open Doors) در تاریخ ۲۰ آذر ۱۳۹۷ گفته است که ایران بی رحمانه پیروان مسیحی را در جمهوری اسلامی سرکوب می‌کند و این افزایش شدید دستگیری‌ها به شدت نگران کننده است.[۱۲]
- در تاریخ ۱۸ دسامبر ۲۰۱۹، وزارت خارجه آمریکا براساس قانون آزادی مذهبی بین‌المللی ایران و چند کشور دیگر از جمله کره شمالی، پاکستان، عربستان سعودی و چین… را به‌عنوان کشورهای مورد نگرانی خاص بخاطر «نقض فاحش، سیستماتیک و ادامه‌دار آزادی مذهب» مجدداً فهرست کرد.[۱۳]
- کمیسیون آمریکایی آزادی بین‌المللی مذهبی، روز ۹ بهمن ۱۳۹۸ طی بیانیه‌ای اقدامات حکومت ایران علیه بهائیان را محکوم کرد. جمهوری اسلامی ایران، بهائیان را به رسمیت نمی‌شناسد و با آنها به انحای مختلف برخورد می‌کند.[۱۴]
- کمیسیون آمریکایی آزادی بین‌المللی مذهبی، روز سه‌شنبه ۹ اردیبهشت گزارش سالانه خود را منتشر کرد و در آن به دولت آمریکا توصیه کرد که نهادها و مقام‌های حکومت ایران که مسئول نقض آزادیهای مذهبی در ایران هستند مورد تحریم قرار گرفته و دارایی‌های آنها مسدود و ورود آنان به ایالات متحده ممنوع شود.[۱۵] براساس این گزارش ایران طبق قوانین بین‌المللی آزادی مذهبی، به عنوان کشور مورد نگرانی ویژه قلمداد می‌شود.[۱۶]
- ایالات متحده در گزارش سالانه ۲۰۲۰ آزادی‌های مذهبی، جمهوری اسلامی ایران را به نقض گسترده حقوق اقلیت‌های مذهبی از جمله شهروندان سنی و بهایی متهم کرده است، در گزارش آمده که ایران از سال ۱۹۹۹ به دلیل نقض شدید آزادی‌های مذهبی در زمره کشورهای با «نگرانی ویژه» قرار گرفته است.[۱۷]

### عربستان
پادشاهی عربستان سعودی یک سلطنت مطلقه اسلامی است که در آن اسلام سنی بر اساس قوانین محکم شریعت دین دولتی رسمی است. غیر مسلمانان باید در خلوت به دین خود بپردازند و در معرض تبعیض و تبعید هستند. با این که هیچ قانونی همه شهروندان را ملزم نمی‌کند که مسلمان باشند، خارجی‌های غیرمسلمان که تلاش می‌کنند تابعیت عربستان سعودی را به دست آورند، باید به اسلام روی آورند. فرزندانی که از پدران مسلمان به دنیا می‌آیند، طبق قانون مسلمان تلقی می‌شوند و گرویدن از اسلام به دین دیگر ارتداد محسوب می‌شود و مجازات اعدام دارد. توهین به اسلام سنی نیز مجازات اعدام دارد، اما مجازات رایج تر برای آن، حبس طولانی است.

### روسیه
با اینکه روسیه به عنوان بزرگ‌ترین جمهوری شوروی؛ با داشتن سابقه تضاد مارکسیسم و مذهب در شوروی و اینکه حتی امروزه روسیه حکومت سکولار است اما مردم سالاری پایین آن، آزادی ادیان را بسیار محدود کرده است. ولادیمیر پوتین رئیس‌جمهور روسیه، تأکید کرد آزادی بیان و عقیده نباید دستاویزی برای اهانت به ادیان آسمانی و پیامبران قرار گیرد. ولادیمیر پوتین اظهار داشته کسانی که چنین کارهایی انجام می‌دهند باید بدانند این کارشان با واکنش مواجه خواهد شد زیرا همه ادیان جهان از دشمنی و تجاوز به دور هستند.